# Kirby Star Allies
Kirby Star Allies (星のカービィ スターアライズ, Hoshi no Kābi Sutā Araizu) é um jogo eletrônico de plataformas desenvolvido pela HAL Laboratory para a Nintendo Switch, lançado em 16 de março de 2018.

## Sinopse
Em Jambandra, uma distante estação espacial, um indivíduo encapuzado misterioso finaliza um ritual, mas tal ritual, falho, acaba fazendo quebrar um grande cristal escuro em forma de coração selado por quatro lanças, mandando vários fragmentos do cristal—os Jamba Hearts—pelo universo. Aguns Jamba Hearts caem em Popstar, e muitos personagens, incluindo o Rei Dedede e Meta Knight, são afetados por eles. Kirby, por outro lado, é atingido por um coração que lhe dá a habilidade de jogar corações para fazer amigos. Kirby nota vários Waddle Dees levando comida para o Castelo Dedede e decide ir atrás do rei. Depois de derrotar Dedede e Meta Knight possuídos, uma grande fortaleza, Jambastion, pousa em Popstar. Lá, Kirby derrota as irmãs generais Francisca, Flamberge e Zan Partizanne e parte para o espaço em uma Warp Star.
Depois de passar por vários planetas e derrotar Francisca e Flamberge novamente, Kirby chega à Base de Jambandra e quebram sua barreira defensiva e finalmente encontram Hyness, o líder do ritual que planeja restaurar seu "deus escuro" selado no cristal, Void Termina. Derrotando Zan Partizanne mais uma vez, Kirby enfrenta Hyness, que logo perde seu capuz e revela sua aparência real. Derrotado, Hyness sacrifica suas subordinas e ele mesmo para reviver Void Termina. Kirby e seus amigos usam um pedestal para ir atrás de Void Termina usando uma Friend Star, mas as lanças que prendiam o cristal se fundem à estrela, formando o poderoso Star Allies Sparkler.
A batalha final começa com Void Termina revelando sua aparência humanoide. Com esta forma derrotada, sua cabeça cai e revela uma passagem para seu interior, onde Kirby parte o órgão que protege o núcleo. Void Termina expele Hyness e as irmãs, Kirby e seus amigos de dentro de si e sua forma humanoide assume uma forma alada. Ele é derrotado, e, novamente dentro do corpo, sua forma verdadeira é revelada: uma forma de esfera com três pontos que podem arranjar-se de várias formas, incluindo o rosto de Kirby. Void Termina logo revela um olho vermelho dentro de si, assumindo uma forma de Dark Matter. Fora do corpo, Kirby e todos os amigos finalmente destroem Void Termina. O Sparkler é destruído, e todos voltam para Popstar em uma Warp Star.

### Outras cenas
No sub-jogo Guest Star ???? Star Allies Go!, após a derrota de Hyness, Galacta Knight surge de um portal para batalhar contra Kirby e amigos. Porém, uma borboleta pousa em sua lança e se funde com o guerreiro, transformando-o em Morpho Knight, com uma máscara vermelha com antenas e asas de borboleta. Depois de derrotado, ele desaparece.
No sub-jogo The Ultimate Choice, na dificuldade Soul Melter, Void Termina aparece como o chefe final, mais poderoso que no modo história. Em vez de seu núcleo normal, a forma final é Void Soul, que tem uma coloração azul claro em vez de arroxeada como no modo história.
Em Heroes in Another Dimension, que acontece após a história principal, Hyness e as irmãs são corrompidos e estão em Outra Dimensão. Kirby e os outros devem viajar por quatro dimensões para abrir a última, onde derrotam as irmãs e Hyness, agora como Corrupt Hyness.
No sub-jogo The Ultimate Choice, na dificuldade Soul Melter EX, Morpho Knight EX é mais poderoso que sua forma anterior. Void Termina, também mais poderoso, tem sua forma verdadeira revelada como Void, um núcleo branco com pontos vermelhos.

## Sistema de jogo
É um jogo de plataforma side-scroller com uma renderização 3D. O personagem principal é Kirby, uma bola rosa que aspira seus inimigos para obter seu poder. Kirby Star Allies inclui alguns dos poderes inéditos, como o poder Artista ou o poder Aranha. Kirby pode combinar com um máximo de três inimigos, depois de ter jogado corações. Estes personagens podem ser controlados pelo computador ou por outros jogadores em modo cooperativo. Os membros da equipe podem combinar seus poderes diferentes durante os ataques especiais.

## Desenvolvimento
O jogo foi anunciado na E3 de 2017, e mais detalhes têm sido anunciados no Nintendo Direct de 14 de setembro de 2017. A data de lançamento do jogo foi lançada na Nintendo Direct Mini de 11 de janeiro de 2018.